# Holla If Ya Hear Me
Holla If Ya Hear Me is de eerste single van het album Strictly 4 My N.I.G.G.A.Z. van de Amerikaanse rapper 2Pac. Deze single was geen groot succes voor Tupac, de Billboard Hot 100 werd dan ook niet gehaald. Vervolgens besloot Interscope om nog twee singles uit te brengen: I Get Around en Keep Ya Head Up. Deze twee singles werden wel grote hits en maakten het gebrek aan succes van Holla If Ya Hear Me goed.